# Jarzmiec
Jarzmiec (Cyphostethus) – rodzaj pluskwiaków z podrzędu różnoskrzydłych i rodziny puklicowatych. Obejmuje cztery opisane gatunki.

## Morfologia i zasięg
Pluskwiaki te wyróżniają się na tle rodziny wyraźnie wydłużoną głową zoapatrzoną w czułki o pierwszym członie krótkim, dochodzącym co najwyżej do jej wierzchołka. Ich półpokrywy mają zaokrąglone kąty wierzchołkowe przykrywek (korium).
Naturalny zasięg rodzaju jest palearktyczny. Na zachodzie Palearktyki, w tym w prawie całej Europie, włącznie z Polską, występuje tylko jarzmiec jałowcówka. Pozostałe gatunki żyją w Azji Wschodniej, w tym dwa w Chinach, a jeden na Wyspach Japońskich. Ponadto jarzmiec jałowcówka zawleczony został do Nearktyki, do kanadyjskiej Kolumbii Brytyjskiej.

## Taksonomia
Takson ten wprowadzony został w 1860 roku przez Franza Xavera Fiebera. W 1861 roku Fieber uczynił ten rodzaj monotypowym, stąd gatunkiem typowym został C. lituratus w sensie użytym w 1797 roku przez Georga W.F. Panzera, a więc
Cimex tristriatus, opisany w 1787 roku przez Johana Christiana Fabriciusa. W 1974 roku R. Kumar w ramach rewizji puklicowatych dokonał synonimizacji Cyphostethus z rodzajem Elasmostethus. Krok ten cofnięty został w 1993 roku przez I. Ahmada i F. Öndera. Również Aki Yamamoto w 2003 roku wskazał na wyraźną odrębność tych dwóch rodzajów.
Do rodzaju tego zalicza się cztery opisane gatunki:
- Cyphostethus japonicus Hasegawa, 1959
- Cyphostethus sinensis Schumacher, 1912
- Cyphostethus tristriatus (Fabricius, 1787) – jarzmiec jałowcówka
- Cyphostethus yunnanensis S.L. Liu, 1981